# Monumento a la Victoria (Bolzano)
El Monumento a la Victoria (en italiano: Monumento alla Vittoria, en alemán Siegesdenkmal) es un monumento en Bolzano, en Tirol del Sur al norte de Italia, erigido por órdenes personales de Mussolini después de la anexión del Tirol del Sur, tras la victoria en la Primera Guerra Mundial. Se trata de una puerta de victoria de 19 metros de ancho que fue diseñada por el arquitecto Marcello Piacentini y que sustituyó el antiguo monumento austríaco a los Kaiserjäger, que fue derribado entre 1926 y 1927. Su construcción en estilo fascista, mostrando pilares lictoriales, se dedicó a los "Mártires de la Primera Guerra Mundial".
La siguiente escritura en latín se puede ver en la fachada:
''HIC PATRIAE FINES SISTE SIGNA / HINC CETEROS EXCOLVIMVS LINGVA LEGIBVS ARTIBVS''
Aquí, en la frontera de la patria establecida por la bandera. A partir de ahora educamos a los demás con el lenguaje, el derecho y la cultura.
El monumento fue inaugurado el 12 de julio de 1928 por el rey italiano Víctor Manuel III.
La inscripción, hace referencia a la historia imperial romana, y fue vista como una provocación por muchas personas de habla alemana que viven en la provincia de Tirol del Sur. En el día de la inauguración hubo una contra-manifestación con 10.000 personas en Innsbruck. 
Hoy en día, el monumento sigue siendo un foco de tensión entre las comunidades de habla italiana y alemana en Bolzano, y está cercada para protegerla de la desfiguración.